# Nymphargus
Nymphargus es un género de anfibios anuros de la familia de las ranas de cristal (Centrolenidae). Las especies del género se distribuyen por las laderas de los Andes desde Colombia hasta Bolivia, tanto en las vertientes occidentales como en las orientales.

## Especies

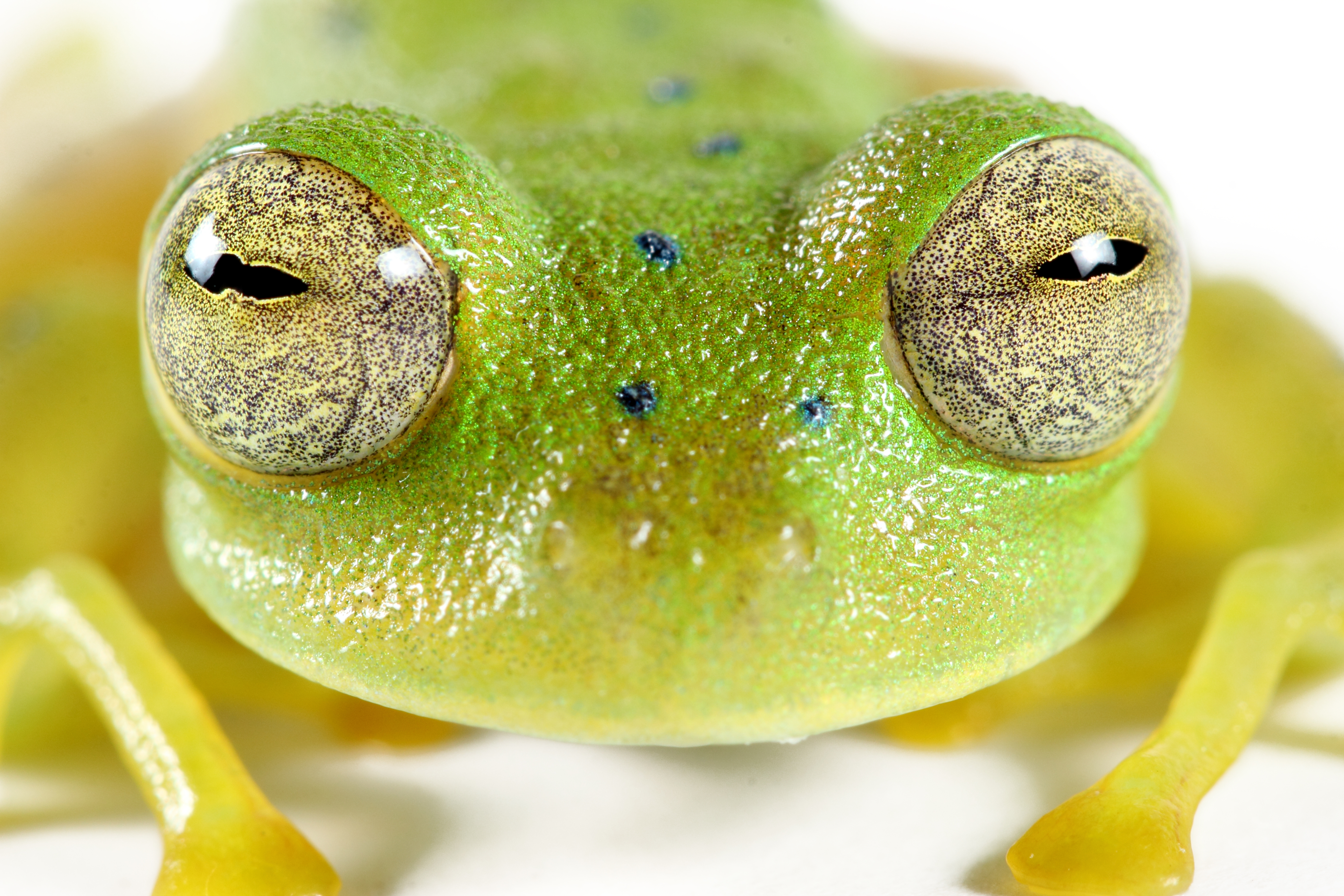
Ejemplar de Nymphargus cochranae

Se reconocen las 43 especies siguientes:
- Nymphargus anomalus (Lynch & Duellman, 1973)
- Nymphargus armatus (Lynch & Ruiz-Carranza, 1996)
- Nymphargus balionotus (Duellman, 1981)
- Nymphargus bejaranoi (Cannatella, 1980)
- Nymphargus buenaventura (Cisneros-Heredia & Yánez-Muñoz, 2007)
- Nymphargus cariticommatus (Wild, 1994)
- Nymphargus caucanus Rada, Ospina-Sarria & Guayasamin, 2017
- Nymphargus chami (Ruiz-Carranza & Lynch, 1995)
- Nymphargus chancas (Duellman & Schulte, 1993)
- Nymphargus cochranae (Goin, 1961)
- Nymphargus colomai Guayasamin & Hutter, 2020
- Nymphargus cristinae (Ruiz-Carranza & Lynch, 1995)
- Nymphargus garciae (Ruiz-Carranza & Lynch, 1995)
- Nymphargus grandisonae (Cochran & Goin, 1970)
- Nymphargus griffithsi (Goin, 1961)
- Nymphargus humboldti Guayasamin, Cisneros-Heredia, McDiarmid & Hutter, 2020
- Nymphargus ignotus (Lynch, 1990)
- Nymphargus lasgralarias[2] Hutter & Guayasamin, 2012
- Nymphargus laurae Cisneros-Heredia & McDiarmid, 2007
- Nymphargus lindae Guayasamin, 2020
- Nymphargus luminosus (Ruiz-Carranza & Lynch, 1995)
- Nymphargus luteopunctatus (Ruiz-Carranza & Lynch, 1996)
- Nymphargus manduriacu Guayasamin, Cisneros-Heredia, Vieira, Kohn, Gavilanes, Lynch, Hamilton, & Maynard, 2019
- Nymphargus mariae (Duellman & Toft, 1979)
- Nymphargus megacheirus (Lynch & Duellman, 1973)
- Nymphargus mixomaculatus (Guayasamin, Lehr, Rodríguez & Aguilar, 2006)
- Nymphargus nephelophila (Ruiz-Carranza & Lynch, 1991)
- Nymphargus ocellatus (Boulenger, 1918)
- Nymphargus oreonympha (Ruiz-Carranza & Lynch, 1991)
- Nymphargus phenax (Cannatella & Duellman, 1982)
- Nymphargus pijao Montilla, Arcila-Pérez, Toro-Gómez, Vargas-Salinas &  Rada, 2023.[3]
- Nymphargus pluvialis (Cannatella & Duellman, 1982)
- Nymphargus posadae (Ruiz-Carranza & Lynch, 1995)
- Nymphargus prasinus (Duellman, 1981)
- Nymphargus rosada (Ruiz-Carranza & Lynch, 1997)
- Nymphargus ruizi (Lynch, 1993)
- Nymphargus siren (Lynch & Duellman, 1973)
- Nymphargus spilotus (Ruiz-Carranza & Lynch, 1997)
- Nymphargus sucre[4] Guayasamin, 2013
- Nymphargus truebae (Duellman, 1976)
- Nymphargus vicenteruedai Velásquez-Álvarez, Rada, Sánchez-Pacheco & Acosta-Galvis, 2007
- Nymphargus viglei[5] Guayasamin, Franco-Mena & Vega-Yánez, 2025
- Nymphargus wileyi (Guayasamin, Bustamante, Almeida-Reinoso & Funk, 2006)